# Dionysius (Bischof von Rom)

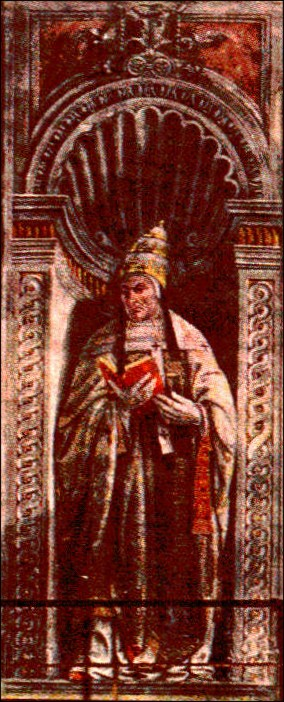
Dionysius von Rom, Fresko in der Sixtinischen Kapelle

Dionysius (* unbekannt; † 26. Dezember 268) war Bischof von Rom vom 22. Juli 260 bis zu seinem Tode. 
Die Kirche und das Kloster von San Dionigi alle Quattro Fontane und San Silvestro in Capite in Rom sind ihm geweiht.

## Leben
Dionysius wurde wahrscheinlich in Griechenland geboren, sein Name bedeutet „dem Dionysos geweiht“ (griech./latein.).
Als römischer Presbyter war er an einem theologischen Streit über die Gültigkeit der Taufe durch Häretiker beteiligt.
Nachdem er 260 nach den Verfolgungen Kaiser Valerians gewählt worden war, fiel ihm die Aufgabe zu, die römische Kirche, die in dieser Zeit im Chaos lag, neu zu organisieren. 
Er kämpfte mit dem von der Kirche als Irrlehre verurteilten Subordinatianismus, der im Gegensatz zu dem unter Calixt I. bekämpften Monarchianismus stand: Während seines Pontifikats wandten sich ägyptische Kleriker wegen Lehrstreitigkeiten an ihn. Er berief eine Synode ein, die den Sabellianismus und Subordinatianismus verurteilte. Die Beschlüsse dieser Synode teilte er Dionysius von Alexandria in einer Lehrschrift mit. Darin stellte er dem Geschaffensein des Logos sein Gezeugtsein gegenüber: Der Logos („das Wort“) kann nicht geworden sein, da es sonst eine Zeit gegeben haben müsste, in der der Logos nicht war; er war aber immer, da er im Vater und des Vaters Logos, Macht und Weisheit ist, ohne die Gott niemals gewesen sein könne. Dionysius von Alexandria widerrief daraufhin seine christologische Anschauung von der Geschöpflichkeit des Logos und übernahm in einer ausführlichen Schrift die Lehre der römischen Synode. In ihr betonte er die Ewigkeit des Logos und seine Wesenseinheit mit dem Vater. Mit diesem Einlenken war dieser theologische Streit überwunden.
Dionysius sandte an die Kirchen Kappadokiens, welche von marodierenden Goten verwüstet worden waren, große Geldsummen, um sie wieder aufzubauen und die Gefangenen freizukaufen. Die Neuordnung der Kirche und der Friede mit Kaiser Gallienus brachten eine Zeit der Ruhe für die römische Kirche. Dionysius ist der erste Bischof von Rom, der definitiv nicht als Märtyrer gestorben ist: Er starb am 26. Dezember 268.

## Verehrung

### Gedenktage
- katholisch: 26. Dezember
- in Augsburg und Frankreich: Auffindung der Gebeine: 22. April

### Ikonographie
In San Paolo fuori le Mura wurde er mit Tunika, Pallium und Tonsur dargestellt, in der Sixtinischen Kapelle wird er im Ornat mit Buch in der Reihe der Papstfresken gezeigt.